# Ad-Diyar
Ad-Diyar (arabe: الديار) est une publication de la presse écrite libanaise en langue arabe (journal prosyrien). Il est publié pour la première fois en 1988 en tant que quotidien politique arabe qui siège à Beyrouth.